# Cymidae
Die Cymidae sind eine Familie der Wanzen (Heteroptera) innerhalb der Teilordnung Pentatomomorpha. Sie zählte bis vor der Revision der Pentatomomorpha mit Schwerpunkt der Lygaeoidea durch Henry im Jahr 1997 als Unterfamilie zu den Bodenwanzen (Lygaeidae) und wurde danach in den Familienrang gestellt. Sie umfasst 9 Gattungen und 54 Arten. In Europa sind 7 Arten vertreten, von denen 4 auch in Mitteleuropa auftreten.

## Merkmale
Die kleinen Wanzen haben einen langgestreckt-eiförmigen, meist bräunlich-gelb gefärbten Körper der dicht punktförmig strukturiert ist. Die Bucculae sind kurz. Punktaugen (Ocelli) sind ausgebildet. Sowohl die Fühler, als auch das Labium sind viergliedrig. Sämtliche Stigmen am Hinterleib liegen dorsal, lediglich das siebte liegt ventral. Zwischen dem dritten bis sechsten Tergum am Hinterleib sind bei den Nymphen dorsal ein bis drei Duftdrüsenöffnungen ausgebildet.

## Verbreitung
Die Familie ist weltweit verbreitet, hat ihren Verbreitungsschwerpunkt jedoch in der östlichen Hemisphäre. Die Gattung Cymus tritt auch in der westlichen Hemisphäre auf.

## Lebensweise
Die Tiere sind Granivoren an Monokotyledonen, insbesondere an Sauergrasgewächsen (Cyperaceae) und Binsengewächsen (Juncaceae). Häufig findet man sie an Seggen (Carex), Zypergräsern (Cyperus), Binsen (Juncus) und Simsen (Scirpus). Sie halten sich häufig an den Ährchen ihrer Nahrungspflanzen auf und sind dort durch ihr den Samen ähnliches Aussehen gut getarnt. Vermutlich ist Polyphagie in der Familie weit verbreitet, da viele Arten an einer Reihe verschiedener Nahrungspflanzen nachgewiesen sind.

## Taxonomie und Systematik
Die Abgrenzung der Cymidae war von Anfang an unklar. Friedrich Wilhelm Felix von Bärensprung beschrieb das Taxon 1860 oberhalb der Ebene der Gattung als „Cymides“, um die Gattung Cymodema und mehrere nicht näher in Zusammenhang mit dieser stehende Gattungen, wie etwa Oxycarenus und Artheneis zusammenzufassen. Später reduzierte Carl Stål die Gruppe ausschließlich auf die Gattung Cymus, um sie nach einigen Jahren um die Cryptorhamphidae (heute eigene Familie) und die Ischnorhynchinae (heute Unterfamilie der Bodenwanzen (Lygaeidae)) zu ergänzen. Barber klassifizierte die Gruppe 1956 in drei Tribus (Cymini, Ischnorhynchini and Ninini) und 11 Gattungen um; spätere Autoren reduzierten sie wiederum auf die Cymini (einschließlich der Gattungen der Cryptorhamphinae) und Ninini und stellten die Ischnorhynchini als Unterfamilie außerhalb der Gruppe. Southwood & Leston stellten sie 1959 innerhalb der Familie der Stelzenwanzen (Berytidae), was jedoch von nachfolgenden Autoren als falsch erkannt wurde. Nach einer Revision durch Hamid 1975 teilte dieser die Gruppe in die drei Tribus Cymini, Ontiscini und Ninini und legte damit in Teilen den Grundstein für die heute aktuelle Klassifikation der Gruppe, die Henry 1997 nach einer Revision der Pentatomomorpha mit Schwerpunkt der Lygaeoidea aufstellte. Er reklassifizierte die bis dahin als Unterfamilie der Bodenwanzen betrachtete Gruppe und stellte sie, die Cymini und Ontiscini als Unterfamilien beinhaltend in den Familienrang und als Schwestergruppe zu einem Taxon das die Ninidae, Malcidae, Colobathristidae und Berytidae umfasst. Die beiden Unterfamilien umfassen auch nach seiner Auffassung die von Hamid 1975 zugeordneten Gattungen wie folgt:
- Unterfamilie Cyminae (4 Gattungen, 40 Arten; vorwiegend Afrotropis, westliche Paläarktis und Nearktis)[2]
  - Gattung Ashlockia
  - Gattung Cymodema
  - Gattung Cymus
  - Gattung Neocymodema
- Unterfamilie Ontiscinae (5 Gattungen, 14 Arten; östlicher Pazifischer Raum, sowie Australis und Philippinen)[2]
  - Gattung Neocymus
  - Gattung Nesocymus
  - Gattung Ontiscus
  - Gattung Pseudocymus
  - Gattung Sephora

## Arten in Europa
Folgende Gattungen und Arten kommen in Europa vor:
- Gattung Cymodema
  - Cymodema tabida Spinola, 1837
- Gattung Cymus
  - Cymus aurescens Distant, 1883
  - Cymus claviculus (Fallen, 1807)
  - Cymus glandicolor Hahn, 1832
  - Cymus gracilicornis Vidal, 1940
  - Cymus melanocephalus Fieber, 1861
  - Cymus remanei Heiss & Pericart, 1999

## Belege